# Sundi (peuple)
Pour les articles homonymes, voir Sundi.

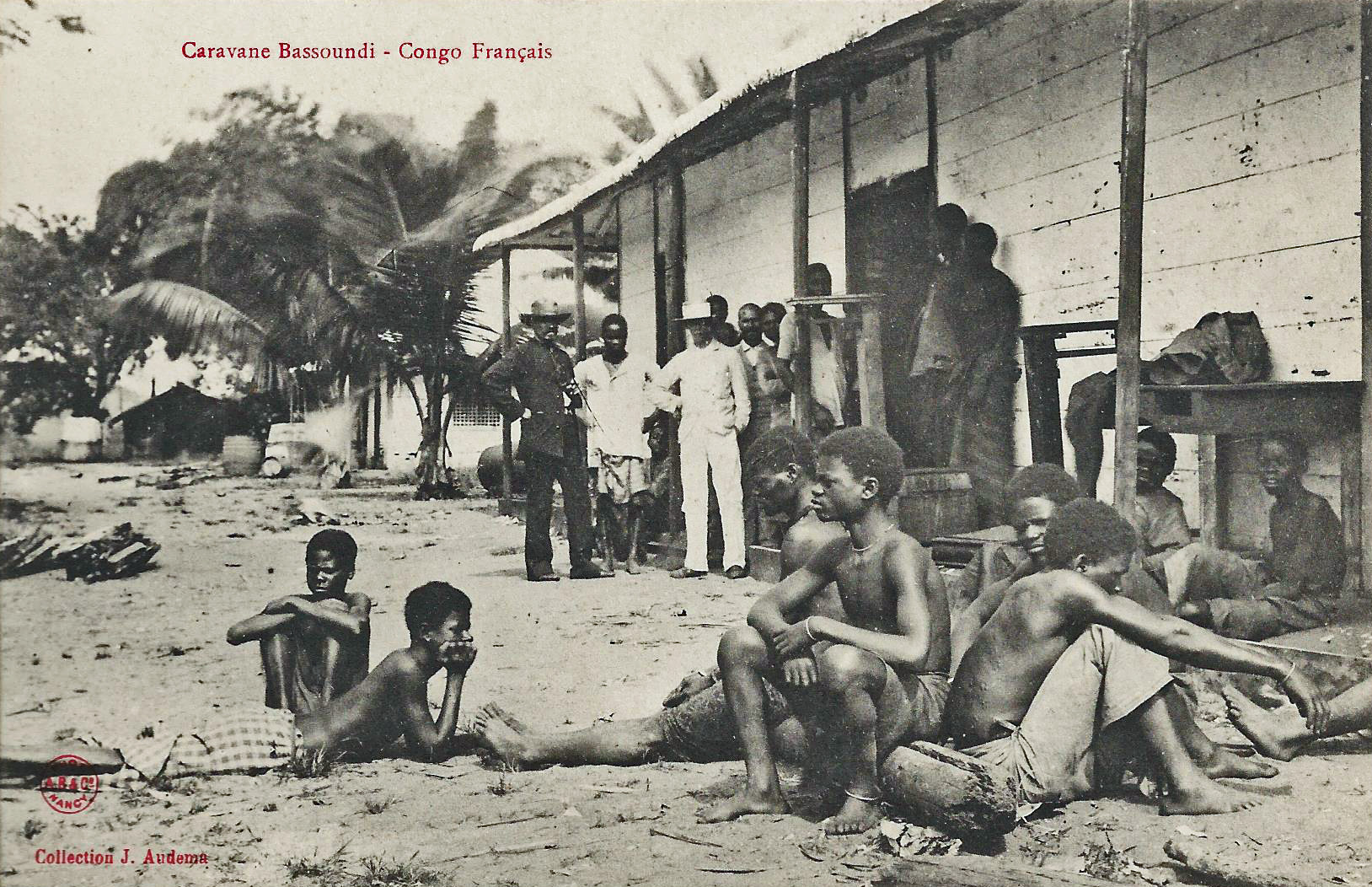
Caravane Bassoundi au Congo français vers 1900.

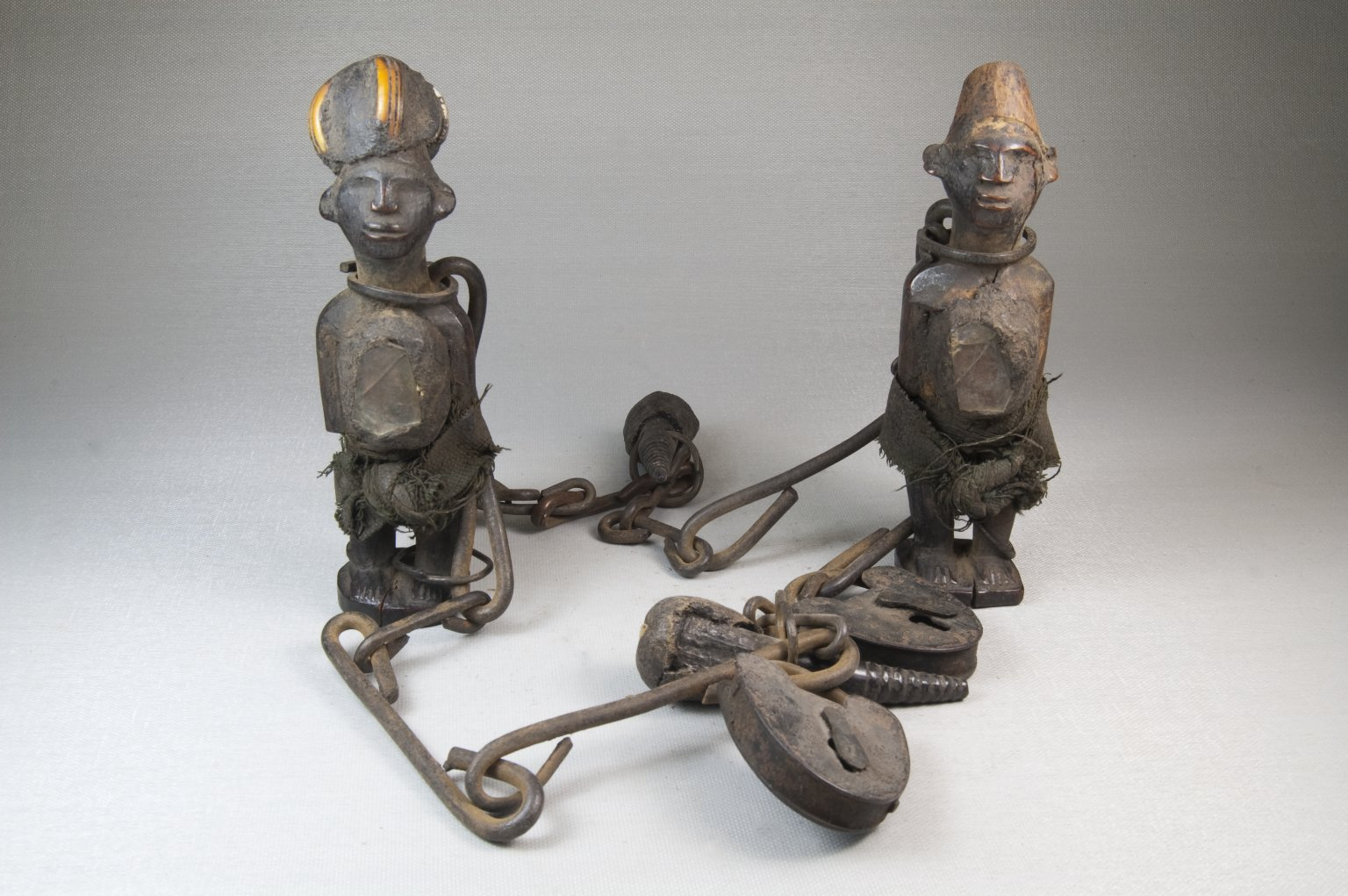
Chaîne avec personnages.

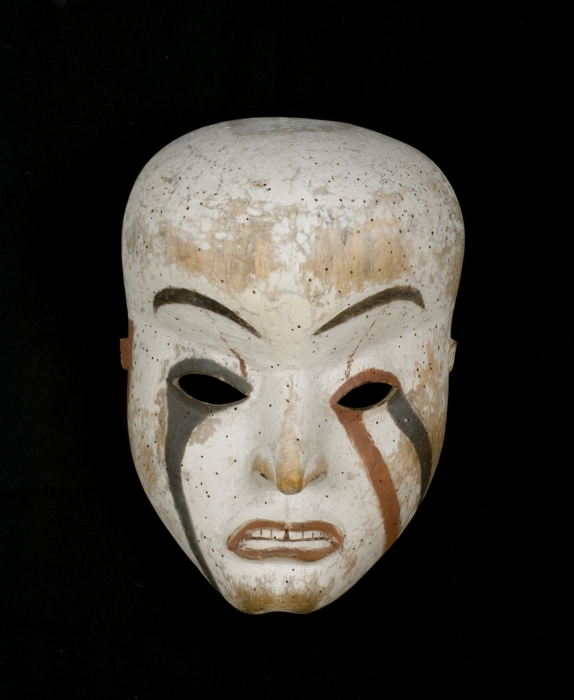
Masque sundi

Les Sundi sont un peuple d'Afrique centrale établi dans trois pays, en République du Congo – particulièrement dans le Niari (Kimongo et Londes-Lakayes), dans le Pool et dans la Bouenza (Boko-Songho)– , en Angola (Cabinda) et en République démocratique du Congo. Ils font partie du grand groupe des Kongos,,,,.

## Ethnonymie
Selon les sources, on observe plusieurs variantes : Basundi, Kongo-Sundi, Manyanga, Nsundi, Sundis.